# Dimetiltriptamina
La dimetiltriptamina (DMT) és una droga alucinògena natural de la familia de les triptamines. D'aquesta droga, que es troba en bastantes plantes, també se n'han trobat traces en humans i altres mamífers, on la dimetiltriptamina és produïda per l'enzim amina-N-metiltransferasa (INMT, de l'anglès indolethylamine N-methyltransferase) en el correcte funcionament del metabolisme. La funció de la DMT en el cos humà encara no ha estat determinada. Estructuralment, té una estructura semblant a la del neurotransmissor serotonina (5-HT), l'hormona melatonina, o altres triptamines alucinògenes, com és el cas de la 5-meO-DMT, la bufotenina (5-OH_DMT) i la psilocina (4-OH-DMT).
Diverses cultures, tradicionals i modernes, consumeixen DMT com a droga psicodèlica, tant en la seva forma pura com en la sintetitzada.
Quan el DMT és inhalat (depenent de la dosi) pot provocar experiències al·lucinògenes, que van des d'estats alterats de consciència a poderoses al·lucinacions, fins i tot una total desconnexió de la realitat convencional. El DMT és el principal component psicoactiu de l'ayahuasca, una beguda amb efectes al·lucinògens dels indígenes amazònics, que és emprada amb propòsits curatius i místics. Farmacològicament, l'ayahuasca combina el DMT amb un inhibidor de la monoamino oxidasa (MAOI, de l'anglès monoamine oxidase inhibitor), un enzim inhibidor que permet que la dimetiltriptamina ingerida per via oral sigui activa.

## Història
El DMT va ser primerament conegut com a producte de laboratori, quan el 1931 va ser sintetitzat per primera vegada pel químic canadenc Richard Manske (1901-1977). El seu descobriment com a producte natural està acreditat al químic i microbiòleg brasiler Oswaldo Gonçales de Lima (1908-1989) qui, el 1946, va aïllar un alcaloide que va anomenar 'nigerina' de l'escorça de l'arrel de Mimosa tenuiflora, popularment coneguda com a jurema preta al Brasil. El 1959 Gonçalves de Lima va proporcionar una mostra de l'arrel de la Mimosa tenuiflora, que va demostrar que el DMT es troba en aquesta planta. El 1955, un equip de químics americans dirigit per Evan Horning (1916-1993) va aïllar i identificar DMT en llavors i beines de la Anandenanthera peregrina. Des del 1955 el DMT s'ha trobat en almenys 50 espècies de plantes de deu famílies diferents i en 4 espècies d'animals: una gorgònia i tres espècies de mamífers.
Una altra fita històrica va ser el descobriment de DMT en plantes que els natius amazònics utilitzaven per fer decoccions d'ayahuasca. El 1957, els químics americans Francis Hochstein i Anita Paradies van identificar DMT en un extracte aquós de fulles de la planta que ells van anomenar Prestonia amazonicum (sic) i la van descriure com «barrejada» amb Banisteriopsis caapi. La falta d'una identificació botànica precisa de la Prestonia amazonica en aquest estudi va portar a l'etnobotànic americà Richard Evans Schultes (1915-2001) i a altres científics a plantejar dubtes sobre la identitat d'aquesta planta. Una prova millor es va veure el 1965 quan el farmacòleg francès Jacques Poisson va aïllar DMT com a únic alcaloide de les fulles la vinya Diplopterys cabrerana (abans coneguda com a Banisteriopsis rubyana) utilitzada pels indis aguarunes. La primera identificació de DMT d'una altra planta que també s'utilitzava tradicionalment, la Psychotria viridis, va fer-la el 1970 un equip d'investigadors americans dirigit per la farmacòloga Ara der Marderosian. Van detectar DMT en les fulles de P. Viridis obtingudes dels indis cashinahua, i també van ser els primers adetectar-lo en una mostra de decocció ayahuasca, preparada pels mateixos indis.

## Biosíntesi

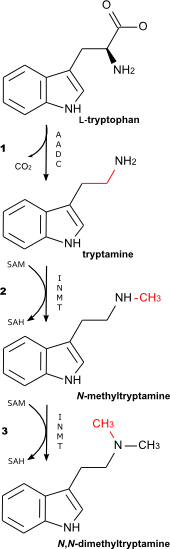
Biosíntesi del DMT

La dimetiltriptamina és un alcaloide derivat de l'indole per la via metabòlica del siquimat. La seva biosíntesi, resumida en la imatge, és relativament simple. En les plantes, el triptòfan utilitzat en la biosíntesis és produït pel mateix vegetal, mentre que en animals és ingerit a través de la dieta. La biosíntesi de la dimetiltriptamina comença amb la descarboxilació del l-triptòfan per l'enzim aromàtic-l-aminoàcid descarboxilasa(també conegut amb el nom de AAAD) convertint-se així en triptamina. A continuació, l'enzim triptamina –N-metiltransferasa catalitza la transferència d'un grup metil del cofactor S-adenosil-meteonina (SAM), que actua com a núcleofil, a la triptamina. Aquesta reacció transforma el SAM en S-adenosil-homocisteina (SAH) i forma un producte intermedi, la N-metiltriptamina (NMT). La NMT torna a rebre un grup metil del SAM, cosa que acaba formant el producte final, la dimetiltriptamina (N-N-dimetiltriptamina). La transmetilació de la triptamina és regulada per dos productes de la reacció: el SAH i el DMT, que segons recents estudis demostraven ser els inhibidors més potents ex vivo de la triptamina-N-metiltransferasa de conill.
Aquest seguit de reaccions ha estat provat mitjançant el marcatge isotòpic del SAM amb carboni 14.

### Evidència en mamífers
L'any 1961, Julius Axelrod va publicar a la revista Science un estudi en el qual afirmava que, en els pulmons de conill, s'havia trobat triptamina-N-metiltransferasa, l'enzim que possibilita la transformació de la triptamina a DMT. Això va ser entès com una prova de la producció de DMT en humans i altres mamífers, i augmentà enormement l'interès científic en aquest tema. Des d'aleshores, s'han seguit dues línies d'investigació: localització i caracterització de l'enzim triptamina-N-metiltransferasa, i realització d'estudis analítics per determinar la presència de DMT endogen en els teixits i els fluids d'humans i altres mamífers.

### Triptamina-N-metiltransferasa (INMT)
Abans que les tècniques de biologia molecular s'utilitzessin per localitzar la INMT, la localització i la caracterització de l'enzim es feien a la vegada: mostres de material biològic on es creia que hi havia INMT activa eren estudiades mitjançant un assaig enzimàtic. Els assajos enzimàtics es feien amb SAM o N-metiltriptamina (NMT) que havien estat marcats amb isòtops radioactius (com ara el carboni 14), i pretenien demostrar in vivo la formació de dimetiltriptamina. En aquests estudis, la presència de radioactivitat és suficient per determinar la presència de INMT activa (és a dir, amb activitat enzimàtica) en els teixits. Per tant, els mètodes analítics utilitzats en aquests estudis no han de ser gaire sensibles, excepte aquells utilitzats per detectar la quantitat de DMT format en un cert espai de temps. El mètode qualitatiu més utilitzat en la gran majoria dels estudis fou la cromatografia de capa fina (TLC, de l'anglès thin layer chromatography). Una altra prova que demostrà que la INMT catalitzava la transmetilació de la triptamina a dimetiltriptamina fou la dilució isotòpica combinada amb l'espectrometria de massa, que es realitzà en teixits pulmonar d'humà i conill durant la dècada dels 70.
El punt feble d'alguns mètodes de cromatografia de capa fina era la seva baixa sensibilitat. Això va demostrar-se durant un estudi dut a terme entre 1974 i 1975, en el qual s'incubaren cèl·lules sanguínies i cerebrals de rata (on es creia que hi havia INMT activa) amb SAM i NMT com a substrat. En aquest experiment s'obtingué com a producte derivats del tetrahidro-β-carbolin, i una quantitat negligible de DMT al teixit cerebral. A la vegada, es demostrà que els mètodes de cromatografia de capa fina utilitzats en la majoria d'estudis sobre l'activitat de la INMT i la biosíntesis de DMT eren incapaços de demostrar si es formava DMT a partir d'aquests tetrahidro-β-carbolins. Aquests estudis entraven en contradicció amb d'altres fets anteriorment, on mitjançant el mètode de la TCL s'havien trobat proves de la formació de DMT en el cervell de mamífers in vivo. Posteriors rèpliques amb tècniques de TCL millorades tampoc no van permetre trobar proves de la producció de DMTni en teixits cerebrals humans ni de rata.
El 1978, l'últim estudi dut a terme amb mètodes de TCL per intentar demostrar l'activitat in vivo de la INMT en el cervell de rata amb mètodes de TCL donà com a resultat que la transformació de la triptamina a DMT era real però insignificant. Aquests resultats, però, van ser també qüestionats.
Els estudis sobre la localització de la DMT van rebre un gran impuls gràcies a les modernes tècniques de la biologia molecular i a la immunohistoquímica. En els humans, el gen que ŀ la INMT es troba en el cromosoma 7. Les anàlisis amb el mètode de transferència Northern van revelar que l'ARN missatger que codifica el gen de la INMT està molt expressat en els pulmons de conill i en la tiroides, pulmons i la glàndula suprarenal dels humans. L'ARN missatger esmentat està expressat amb menys intensitat en el cor, la tràquea, l'estómac, l'intestí prim, els testicles, el pàncrees, la pròstata, la placenta, els ganglis limfàtics i la medul·la espinal humanes. Nivells molt baixos d'aquest ARN missatger es troben en el cervell de conill i en el fetge, ronyons, cólon, ovaris, tim, melsa i medul·la òssia humans. L'ARN missatger que codifica la INMT es troba absent en certs leucòcits en el cervell humà. La inmunohistoquímica va demostrar que la INMT es troba present en grans quantitats en les cèl·lules epitelials de l'intestí prim i gruixut, i que es troba totalment absent en les neurones.

### DMT endogen
La primera detecció de DMT endogen en els mamífers es va publicar el Juny de 1965: els investigadors alemanys F. Franzen i H. Gross van exposar que tenien proves de la presència de DMT en sang humana i orina, i que a més l'havien quantificada, juntament amb el seu anàleg estructural bufotenina (5-OH-DMT). En un article publicat quatre mesos després, el mètode que van utilitzar durant l'estudi es va criticar molt, així com la credibilitat dels resultats. El 2001, enquestes fetes en articles d'investigació van fer veure que diversos mètodes analítics que s'havien utilitzat prèviament per mesurar els nivells de DMT format endògenament tenien prou sensitivitat i selectivitat per produir resultats fiables. La cromatografia de gasos, preferiblement a la vegada que es fa una espectrometria de massa (GC-MS), és considerada com un requeriment mínim. Un estudi publicat l'any 2005 afirmava que el mètode més sensible i selectiu que s'ha utilitzat per mesurar el DMT endogen és la cromatografia líquida-espectrometria de massa en tàndem amb ionització per electroesprai (LC-ESI-MS/MS). Aquestes tècniques permeten arribar a límits de detecció 12 a 200 vegades menor (és a dir, millor) que aquells que es van obtenir amb els millors mètodes utilitzats en la dècada de 1970.

## Propietats físiques i químiques

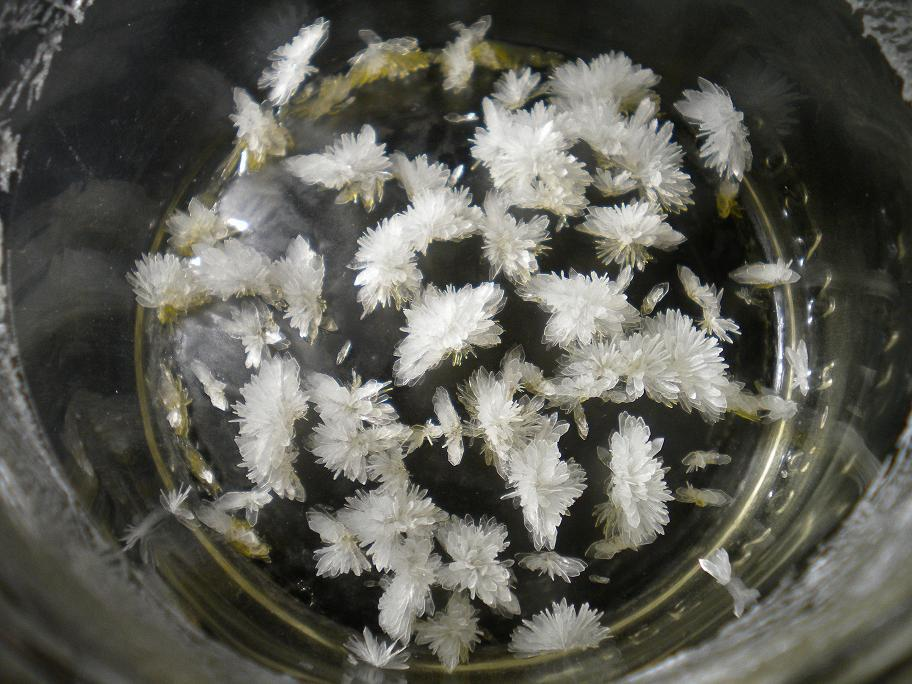
Cristalls de DMT

Normalment, el DMT es manipula i s'emmagatzema com un fumarat, ja que altres sals àcides de DMT solen ser molt higroscòpiques i no cristal·litzen fàcilment. La seva forma lliure del grup amino, encara que és menys estable que el DMT fumarat, es veu afavorida per consumidors que prefereixen inhalar aquesta forma del producte químic a causa del seu punt baix d'ebullició. En canvi, les sals del DMT pur són solubles en aigua. Una solució de DMT es degrada relativament ràpid i s'hauria d'emmagatzemar en un congelador perquè estigués protegida de l'aire, la llum i la calor.

## Farmacologia

### Farmacocinètica
Els nivells de concentració màxima de DMT mesurats en la sang després d'una injecció intramuscular (0.7 mg/kg, n=11) i en el plasma després d'una administració intravenosa (0.4 mg/kg, n=10) de dosis psicodèliques són de l'ordre de ≈ 14 a 154 µg/L i de 32 a 204 µg/L respectivament. La mitjana de concentracions molars corresponent del DMT són per tant de l'ordre de 0.074-0.818 µM en la sang i de 0.170-1.08 µM en el plasma. Tot i això, diversos estudis han descrit el transport actiu i l'acumulació de DMT en el cervell de rates i gossos després d'una administració perifèrica. Un procés similar podria tenir lloc en el cervell humà; així, després d'una administració perifèrica el DMT arribaria per transport actiu al cervell i s'hi acumularia, cosa que faria que augmentés la concentració de DMT en el cervell amb relació a la concentració de DMT sanguínia, cosa que dona com a resultat concentracions locals micromolars o d'ordre superior. Aquestes concentracions estarien en funció dels nivells de serotonina al teixit cerebral, on s'ha determinat que es troben en l'ordre de 1.5-4 µM.
Coincidint amb el punt àlgid dels efectes psicodèlics, el temps mitjà per arribar a la concentració màxima es va establir en 10-15 minuts en la sang després de la injecció intramuscular i en 2 minuts en el plasma després de l'administració intravenosa. Quan es pren de manera oral barrejat amb una decocció d'ayahuasca o liofilitzat en càpsules de gel ayahuasca, el temps mitjà es retarda 107.59 ± 32.5 minuts i 90-120 minuts respectivament.

### Farmacodinàmica
El DMT s'uneix de manera no selectiva amb afinitats menors a 0.6 µM als següents receptors de serotonina: 5-HT1A, 5-HT1B, 5-HT1D, 5-HT2A, 5-HT2B, 5-HT2C, 5-HT6, i 5-HT7. El DMT actua com a agonista en els receptors 5-HT1A, 5-HT2A i 5-HT2C. La seva eficàcia en altres receptors de serotonina encara s'ha de determinar. La determinació de la seva eficàcia en el receptor humà 5-HT2B és de gran interès, ja que dos estudis in vitro han donat proves de l'alta afinitat del DMT per aquest receptor: 0.108 µM i 0.184 µM. Això pot ser important perquè la utilització crònica o freqüent de drogues serotonèrgiques que mostren una afinitat preferencial alta en l'agonisme al receptor 5-HT2B s'han relacionat amb la malaltia valvular cardíaca.
També s'ha demostrat que té afinitat per la dopamina D1, α1-adrenèrgic, α2-adrenèrgic, imidazolina-1, sigma-1 (σ1), i receptors associats a indicadors amina. L'agonisme es va demostrar a 1 µM en el seguiment del receptor associat a l'indicador amina 1 (TAAR1) de la rata, i les línies convergents de la prova establien l'activació del receptor σ1 a concentracions de 50-100 µM. L'eficàcia d'unió a altres receptors no és clara. També s'ha demostrat que s'enllaça als transportadors de serotonina i al transportador vesicular monoamino 2 com a substrat i no com a inhibidor, i que pot actuar com un agent alliberador de serotonina.
Com altres al·lucinògens «clàssics», una gran part dels efectes psicodèlics del DMT es poden atribuir a l'activació específica del receptor 5-HT2A. Les concentracions de DMT que provoquen el 50% de l'efecte màxim (la concentració de la meitat de l'efectivitat màxima = EC50 o Kact) al receptor 5-HT2A humà in vitro són de l'ordre de 0.118-0.983 µM. Aquest ordre de valors coincideix amb l'ordre de concentracions mesurades en la sang i el plasma després de l'administració d'una dosi enterament psicodèlica.
Mentre que s'ha vist que el DMT té una eficàcia lleugerament més alta (EC50) amb el receptor humà de serotonina 2C que amb el 2A, és altament probable que el 5-HT2C estigui implicat també en els efectes globals del DMT. Altres receptors com ara els 5-HC2C, σ1, o receptors associats a indicadors amina és possible que també tinguin algun paper.
En el 2009 es va formular una hipòtesi que deia que el DMT podia ser un lligam endogen pel receptor σ1. Tot i això, les concentracions de DMT que es necessiten per a l'activació del σ1 (50-100 µM) són de 4 ordres de magnitud (104) superiors a la concentració endògena mitjana mesurada en el teixit de rata o en el plasma humà. També és dos ordres de magnitud (10²) superiors a la concentració mitjana que es necessita per activar el receptor 5-HT2A humà in vitro (0.118-0.983 μM).

## Propietats psicodèliques
El DMT es troba de manera natural en moltes espècies de plantes, sovint en conjunt amb altres derivats com el 5-MeO-DMT i la bufotenina (5-OH-DMT). Aquest DMT contingut a les plantes se sol utilitzar en pràctiques xamàniques a Sud-amèrica, sent normalment un dels constituents actius més important de la infusió ayahuasca; tot i que a vegades es fa sense plantes que produeixin DMT. El DMT es produeix com a alcaloide psicoactiu primari en algunes plantes, com la Mimosa tenuiflora, la Diploterys cabrerana i la Psychotria viridis. També es pot trobar DMT com a alcaloide minoritari en el tabac en pols fet a partir de la resina de l'escorça de virola, en la qual l'alcaloide principal és el 5-MeO-DMT, i en l'escorça, beines i llavors de l'Andenanthera peregrina i l'Andenanthera colubrina, utilitzades també per fer tabac, i on l'alcaloide majoritari és la bufotenina. Alguns actius químics de certs bolets al·lucinògens, com la psilocina, són estructuralment molt similars al DMT.
Els efectes psicotròpics del DMT van ser estudiats científicament per primera vegada pel psicòleg i químic hongarès Stephen Szára, que va investigar amb voluntaris a mitjans de la dècada de 1950. Szára, que més tard va acabar treballant per als National Institutes of Health dels EUA, va interessar-se pel DMT an la indústria farmacèutica suïssa Sandoz li va denegar l'accés a l'LSD, basant-se en el fet que podia ser perillós que un país comunista com Hongria posseís un psicotròpic tant potent.
El DMT pot produir poderoses experiències enteogèniques, com ara imatges visuals intenses, eufòria o fins i tot al·lucinacions reals (percebudes com a extensions de la realitat). El DMT no sol ser actiu quan s'ingereix de forma oral excepte si és combinat amb un inhibidor de la monoaminoxidasa (MAOI); com pot ser un inhibidor reversible de la monoaminoxidasa A (RIMA), per exemple l'harmalina. Sense això, el cos humà metabolitza el DMT massa ràpid perquè la via oral sigui efectiva. Altres mètodes de consum, com la inhalació o la injecció, poden produir potents efectes al·lucinògens i enteogènics per breus períodes (sovint menys de mitja hora); ja que el DMT arriba al cervell abans que pugui ser metabolitzat per la monoaminoxidasa. Prendre un MAOI abans de la inhalació o la injecció de DMT prolonga i potencia els seus efectes.

### Inhalació
La dosi estàndard de DMT per a ser inhalada és d'entre 15 i 60mg, inhalat generalment en unes quantes inspiracions. Els efectes duren un curt període: de 5 a 15 minuts depenent de la dosi. L'efecte comença molt ràpidament (uns 45 segons després de la inhalació), i arriba a la seva màxima intensitat en un minut. En els anys 60, alguns informes es referien al DMT com "el viatge dels homes de negocis", a causa de la seva relativament curta durada, independentment de la forma d'administració. El DMT normalment és vaporitzat en pipes de vidre. El vapor a vegades és descrit com aspre, arribant a ser comparat per alguns consumidors al sabor del plàstic cremant. Per això solen barrejar el DMT amb altres plantes (julivert, menta, etc.) per millorar-ne el gust. El fet de combinar el DMT amb plantes (o les seves cendres) facilita l'ús de pipes i vaporitzadors comuns.

### Injecció
Els efectes de la injecció de DMT tenen una durada, intensitat i característiques semblants als de la inhalació. En un estudi dut a terme entre 1990 i 1995, el psiquiatre de la Universitat de Nou Mèxic Rick Strassman va descobrir que alguns voluntaris que havien rebut altes dosis de DMT injectades afirmaven haver tingut experiències amb una entitat alienígena. Normalment, les entitats percebudes eren descrites com a habitants d'una realitat independent a la qual deien haver viatjat els subjectes quan estaven sota els efectes del DMT. 

### Ingestió oral
El DMT és degradat per l'enzim digestiu monoaminoxidasa i és pràcticament inactiu ingerit per via oral, llevat que estigui combinat amb un MAOI. El tradicional te sud-americà ayahuasca, conté una barreja de DMT i MAOI. Hi ha força receptes per a aquesta beguda, però la més comuna és la que conté fulles de Psychotria viridis (la font de DMT) i de Banisteriopsis caapi (la font de MAOI). Algunes altres plantes que contenen DMT, inclosa la Diploterys cabrerana, són utilitzades en l'ayahuasca en algunes zones de Sud-amèrica.
Dues fonts comunes de DMT a l'oest dels EUA són la Phalaris arundinacea i la Phalaris aquàtica, dues espècies d'herbes invasives que contenen nivells baixos de DMT i altres alcaloides. A més a més, la Mimosa hostilis mostra proves de contenir DMT: la capa rosa de l'escorça conté altes concentracions de N,N-DMT.
Pres de forma oral amb un MAOI apropiat, el DMT produeix uns efectes de llarga duració (més de 3 hores), similars als dels bolets psilocibínics però més intensos. Els MAOI han de ser usats amb molta precaució, ja que poden causar complicacions letals amb alguns medicaments com els antidepressius SSRI i amb alguns menjars comuns.
Experiències induïdes pel DMT poden incloure profundes dilatacions temporals, il·lusions visuals i auditives, i d'altres que, segons molts testimonis de primera mà, desafien la descripció visual o verbal. Alguns consumidors informen d'intenses imatges i sensacions eròtiques, i utilitzen el DMT en un context sexual ritual.

### Distinció del 5-MeO-DMT
El 5-MeO-DMT, una droga psicodèlica estructuralment semblant al N,N-DMT, és anomenada a vegades com a DMT per ignorància o per abreviació. També és similar al DMT com a sòlid, cristal·lí i blanc. No obstant, el 5-MeO-DMT és considerablement més potent (la quantitat inhalada sol ser de 5-20mg), i cal poder diferenciar-les correctament per tal d'evitar una sobredosi accidental.

## Efectes secundaris
Quan el DMT és vaporitzat, el seu vapor té un gust aspre a una minoria de consumidors. D'acord amb l'estudi "Estudi de la dosis-resposta a la N,N-dimetiltriptamina en humans" del doctor Rick Strassman, "l'administració de dimetiltriptamina va augmentar lleugerament la pressió arterial, el ritme cardíac, el diàmetre de les pupil·les i la temperatura rectal; a més d'elevar les concentracions en sang de beta-endorfina, corticotropina, cortisol i prolactina. Els nivells de l'hormona del creixement, així com de melatonina, van mantenir-se estables en resposta l'administració de qualsevol nivell de DMT."

## Especulació
Diverses especulacions i hipòtesis encara no demostrades suggereixen que en els humans el DMT endogen es produeix en el cervell. També afirmen que aquest DMT està involucrat en certs estats tant psicològics com neurològics. El DMT és produït de manera natural en petites quantitats en el cervell de rata, en el líquid cefalorraquidi humà, i en altres teixits dels humans i d'altres mamífers. Es creu que podria estar involucrat en els efectes visuals del somnis i en experiències properes a la mort, visions de caràcter religiós i altres estats místics. Per tal d'explicar això, l'investigador mèdic J. C. Callaway va suggerir l'any 1988 que el DMT podria estar connectat amb els fenòmens visuals dels somnis, de tal manera que, segons l'investigador, hi ha zones del cervell on s'augmenten periòdicament els nivells de DMT cerebral per tal d'induir la part visual dels somnis i possiblement per induir també altres estats naturals de la ment.
Una nova hipòtesis proposada és que el DMT, a més d'estar involucrat en els somnis i en estats alterats de la consciència, també es troba present quan estem desperts. S'ha proposat que el DMT i altres al·lucinògens segregats pel cos humà combinen les seves habilitats neurològiques actuant com a neurotransmissors. Aquestes substàncies són reconegudes per una subclasse de receptors neuronals que reconeixen el grup amina present en el DMT. L'investigador Wallach encara va més enllà i proposa que, d'aquesta manera, es pot parlar de la consciència desperta com una experiència psicodèlica controlada. És quan el control d'aquests sistemes s'afluixa i el seu comportament ja no concorda amb el món exterior quan apareixen els estats alterats de la ment.
El doctor Rick Strassman, quan, als anys 90, estava al capdavant d'una investigació sobre el DMT que s'estava duent a terme a la Universitat de Nou Mèxic, va proposar una teoria que afirmava que el DMT era alliberat per la glàndula pineal abans de la mort o d'una experiència molt propera a la mort. Aquest doctor va fer proves administrant dosis de DMT als seus pacients; la majoria van declarar que la droga els havia fet viure experiències properes a la mort, encara que no tan reals com les viscudes per gent que realment havia estat a punt de morir. Alguns altres afirmaven haver patit al·lucinacions en les quals entraven en contacte amb éssers extraterrestres.
Entre els autors que escribiren obres de divulgació sobre el DMT s'hi inclouen Terence McKenna, Jeremy Narby i Graham Hancock. McKenna pensava que el DMT era una eina que es podia fer servir per millorar la comunicació amb ents d'altres mons. Segons els autors esmentats, alguns pacients tractats amb DMT tingueren experiències al:lucinògenes; tot i això, també hi ha pacients que mai tingueren cap tipus d'experiència o visió d'aquesta naturalesa.

## Estat jurídic

### Llei internacional
El DMT està classificat com una droga del tipus I segons la Convenció sobre Substàncies Psicotròpiques de l'ONU el 1971, cosa que vol dir que l'ús de DMT està suposadament restringit a la recerca científica i a l'ús mèdic. El comerç internacional del DMT està sotmès a un fort control i seguiment. Els materials naturals que contenen DMT, incloent la ayahuasca, no estan explícitament regulats sota la Convenció Psicotròpica de 1971.

### Estats Units
El DMT està classificat als Estats Units com una droga del tipus I sota l'Acta de Substàncies Controlades de 1970.
Al desembre de 2004, la Cort Suprema va permetre a l'església originària de Brasil União do Vegetal (UDV) poder fer servir com a part dels seus ritus una infusió que conté DMT. Aquesta infusió es coneix com a "hoasca" dins de la UDV, i ayahuasca a diferents cultures. La Cort Suprema va dictaminar, el febrer de 2006, que el govern federal dels Estats Units havia de permetre a la UDV importar i consumir el te per les cerimònies religioses sota el decret de 1993 sobre Restauració de Llibertats Religioses.
Al setembre de 2008, les tres esglésies de Santo Daime van presentar una demanda a les corts federals per poder importar ayahuasca. El cas es va dictaminar a favor de l'església de Santo Daime, permetent als seus membres importar, distribuir i elaborar ayahuasca, ja que es considerà que prohibir-ho era atemptar contra la seva llibertat religiosa.

### Altres països
Al Canadà, el DMT està classificat com a droga del tipus III. A França, el DMT i la majoria de les seves fonts naturals estan classificats com a estupafaents (narcòtics). Al Regne Unit i a Nova Zelanda està classificat com a droga de classe A.
A Sud-amèrica hi ha algunes tradicions indígenes i moviments religiosos recents basats en l'ús de l'ayahuasca, normalment en un context animista que pot ser barrejat amb la iconografia cristiana. Hi ha quatre branques principals de l'ús de DMT-MAOI amb base religiosa a Sud-amèrica:
- Gent de l'Amazonia. Hi ha força cultures indígenes de Sud-amèrica, sobretot a la conca superior de l'Amazones, que les seves pràctiques religioses inclouen l'ús d'ayahuasca. Aquestes són les cultures més antigues de Sud-amèrica que continuen usant aquest tipus d'infusions, com les que usen la mimosa en la zona de Pernambuco, al Brazil; o les d'Iquitos al Perú.

- Santo Daime i Barquinha. Unes religions sincrètiques del Brazil. La primera va ser fundada per Raimundo Irineu Serra a principis dels anys 30 com una secta cristiana esotèrica de tendències xamàniques. La Barquinha va derivar d'aquesta.

- União do Vegetal. Una altra religió cristiana del Brazil. Té una organització única unificada amb una estructura democràtica.

- Neo-shamans. Són uns autodenominats facilitadors xamànics del Brazil i altres països sud-americans que utilitzen ayahuasca o altres infusions en els seus rituals i sessions d'espiritisme.